# جائزة بلجيكا الكبرى 1981
جائزة بلجيكا الكبرى 1981 هو سباق فورمولا 1 أقيم بتاريخ 17 مايو 1981 في بلجيكا. كان الخامس من أصل 15 في بطولة العالم لسباقات الفورمولا واحد موسم 1981. حلّ الأرجنتيني كارلوس ريوتيمان أولا بينما جاء الفرنسي جاك لافيت في المركز الثاني وحصل على المركز الثالث البريطاني نايجل مانسيل.

## وصلات خارجية
- الموقع الرسمي